# 革菌目
革菌目（学名：Thelephorales）是伞菌纲下的一目。该目的真菌包括革菌及猴头菌，以及少量多孔菌与珊瑚菌。所有这些真菌都是外生菌根菌。
这一目下的翘鳞肉齿菌（Sarcodon imbricatus）可食用，另外还有一些用来作为染料。

## 分布和栖息地
革菌目中的所有真菌都是外生菌根菌，与活树的根形成互利关系。革菌目的分布是世界性的。根据2008年的估计，该目包含18个属和250多个品种。

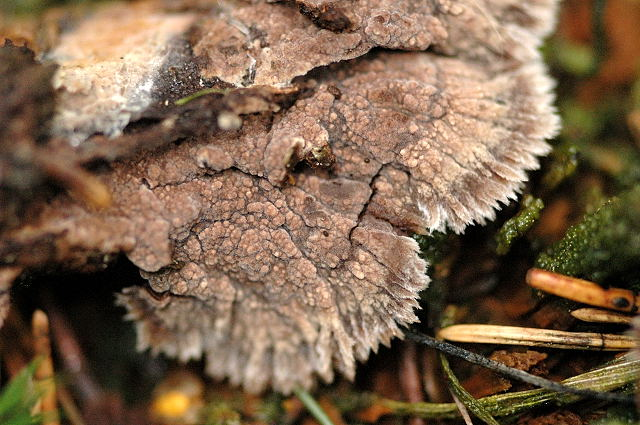
疣革菌 Thelephora terrestris 革菌科
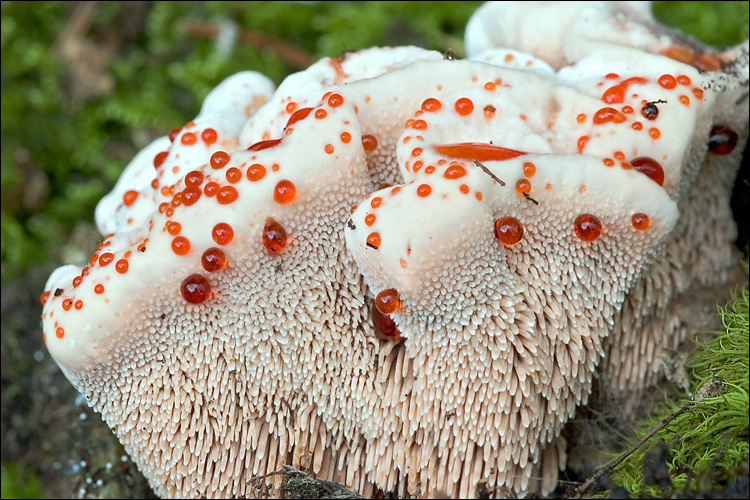
锈色亚齿菌 Hydnellum ferrugineum 烟白齿菌科
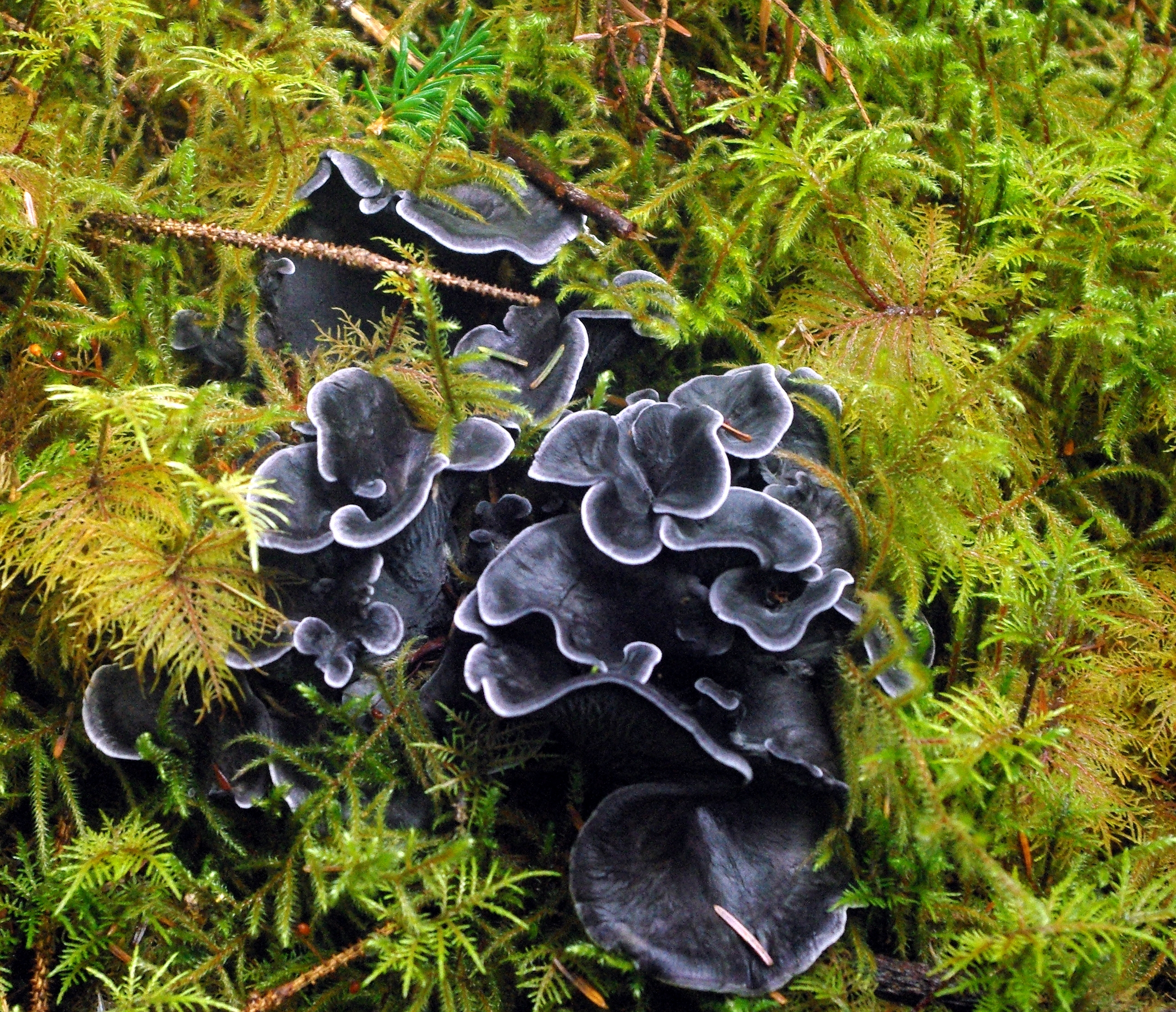
乌鸡油菌 Polyozellus multiplex 革菌科